# Stormyrtjärnen (Burträsks socken, Västerbotten, 718005-167327)
Stormyrtjärnen är en sjö i Skellefteå kommun i Västerbotten och ingår i Sävaråns huvudavrinningsområde. Stormyrtjärnen ligger i Sävarån Natura 2000-område.